# Performance du système d'information
La performance du système d'information est défini comme étant "l'adéquation entre le résultat des efforts consentis par cette organisation et les objectifs qu'elle s'était fixés". Son rôle est donc d’évaluer un système d’information selon certains critères (coûts, ressources stratégiques, valeur du SI) avec des outils de mesure.

## Modèle d'évaluation fonctionnelle (MEF)
Afin d'améliorer un système d'information ainsi que sa performance, historiquement on s'est en premier lieu tourné vers les processus de production (optimisation du calcul des stocks, robotisation…). Désormais cette démarche se tourne de plus en plus sur les fonctions support des industriels. Les questions d’ordres financiers se voient également confrontées à des questions d’ordres stratégiques.
Des remises en question sur l’intérêt d'externaliser apparaissent et le modèle MEF essaie d'y apporter une réponse. Son objectif est de réaliser une évaluation de la fonction système.
Pour cela il s'appuie sur une structure simple, il se propose de juger à la fois les pôles activités, compétences, clients et organisation pour déterminer la performance globale de la fonction.

## Types d'évaluation de la fonction SI

### Évaluation des activités
Toute activité est évaluée grâce à un tableau appelé la grille d’évaluation qui se représente comme ci-contre.

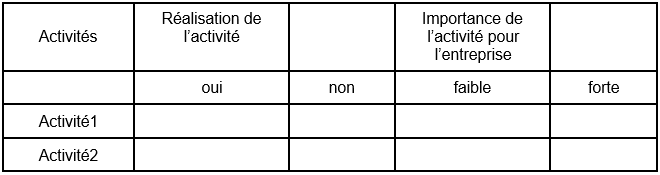
Tableau d'activités d'évaluation de la fonction SI

Chaque activité est donc évaluée sur les critères de réalisation et de son importance pour l’entreprise.
Les activités listées dans le tableau précédent sont ensuite comparées aux pratiques réelles dans les entreprises pour déterminer un taux d’activité.
Pour aller plus loin, les activités sont jugées en fonction de leur réalisation et de leur importance par l'affectation d'un coefficient.
Les taux d’activité sont ensuite regroupés par indicateurs ce qui crée le taux d’activité contingent.
Le périmètre de la fonction système d’information peut être défini par cinq rubriques métiers déclinées en vingt pratiques métiers, ce qui représente un total de quatre-vingts activités.
L’analyse de la fonction système d’information, à partir d’un référentiel théorique des activités, permet d’obtenir le taux d’activité et de mesurer ainsi l’écart entre le référentiel théorique et ce qui se pratique réellement.

### Évaluation des compétences
La notion de compétence comprend trois types savoirs différents : le savoir technique, le savoir comportemental et le savoir métier.
Le référentiel de compétences de la fonction système d’information comprend donc ces trois types de savoir.
Ces savoirs regroupent donc des compétences que nous pouvons qualifier de techniques, comportementales et prospectives.
Le questionnaire d’évaluation de ces compétences reprend alors celles-ci et utilise une notation de 1 à 4. Le taux de maitrise est donc calculé comme suit :
somme des points aux différentes affirmations, divisée par le nombre d’affirmations puis multipliée par 100 (pour un affichage en pourcentage).
Tout ceci permet d’envisager des actions de formation, de diagnostiquer la fonction en lui attribuant une configuration compétences et d’alimenter le deuxième axe de l’évaluation globale.

### Évaluation des ressources
Le calcul d'un taux de support structurel constitue à lui seul un moyen d’évaluation des ressources structurelles de la fonction SI. Ce taux a pour fonction première de mesurer les manquements et les errements au sein du système afin de fournir des solutions adéquates. Pour cela il faut au préalable étudier des domaines tels que le fonctionnement, le positionnement ou encore les intérêts mis en jeu à travers la fonction système d'information.

### Évaluation de la satisfaction client
La satisfaction du client se trouve être au centre de la démarche qualité du système et de sa bonne gestion qui en découle. L'examen de celle-ci permet de répondre au mieux aux expectatives et aux demandes du client. Pour cela il faut mettre en relation puis comparer des modes relationnels et des prestations avec des clients. Les outils mis à disposition pour mener à bien cette analyse peuvent être un questionnaire ou bien une échelle de satisfaction client.